# Volta a Polònia 2011

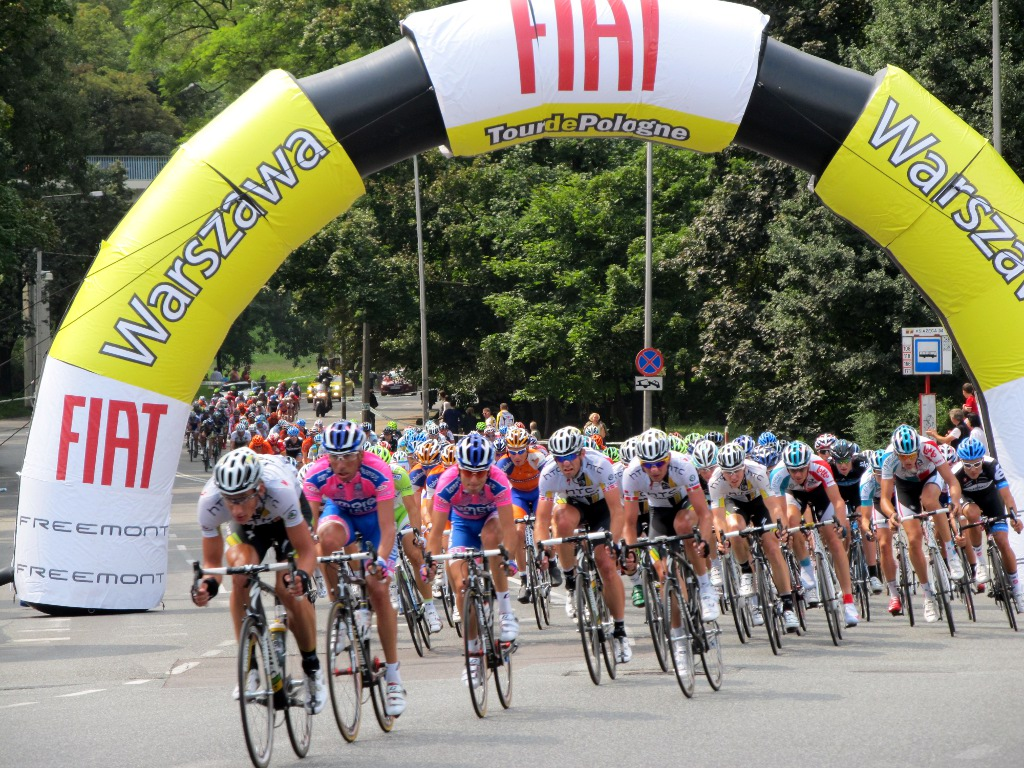
1a etapa de la Volta a Polònia 2011

La Volta a Polònia 2011 fou la 68a edició de la cursa ciclista Volta a Polònia. La prova formava part de l'UCI World Tour 2011 i es disputà entre el 31 de juliol i el 6 d'agost de 2011. Els ciclistes hagueren de superar 1.113,3 km distribuïts en set etapes.
El vencedor final fou l'eslovac Peter Sagan (Liquigas-Cannondale), que s'imposà al vencedor de l'edició del 2010, Daniel Martin (Garmin-Cervélo), gràcies a les bonificacions obtingudes en la darrera etapa. Marco Marcato (Vacansoleil-DCM) acabà en tercera posició.
Michał Gołaś (Vacansoleil-DCM) guanyà la classificació de la muntanya, Sagan la dels punts, Adrian Kurek (Equip nacional de Polònia) la de les metes volants i el Vacansoleil-DCM la classificació per equips.

## Equips participants
Vint-i-dos equips prenen part en aquesta edició: els 18 ProTeam, que tenen l'obligació de participar-hi en ser una cursa de l'UCI World Tour, tres equips continentals professionals (Skil-Shimano, De Rosa-Ceramica Flaminia i CCC Polsat-Polkowice), i un equip nacional polonès.
| Núm.    | Codi | Equip                  |
| ------- | ---- | ---------------------- |
| 1-8     | GRM  | Garmin-Cervélo         |
| 11-18   | LIQ  | Liquigas-Cannondale    |
| 21-28   | LAM  | Lampre-ISD             |
| 31-38   | QST  | QuickStep Cycling Team |
| 41-48   | KAT  | Team Katusha           |
| 51-58   | SBS  | Saxo Bank-Sungard      |
| 61-68   | THR  | Team HTC-High Road     |
| 71-77   | LEO  | Leopard Trek           |
| 81-88   | BMC  | BMC Racing Team        |
| 91-98   | SKY  | Team Sky               |
| 101-108 | AST  | Astana Qazaqstan Team  |

| Núm.    | Codi | Equip                     |
| ------- | ---- | ------------------------- |
| 111-118 | OLO  | Omega Pharma-Lotto        |
| 121-126 | RAB  | Rabobank ProTeam          |
| 131-138 | RSH  | Team RadioShack           |
| 141-148 | EUS  | Euskaltel–Euskadi         |
| 151-158 | MOV  | Movistar Team             |
| 161-168 | VCD  | Vacansoleil-DCM           |
| 171-177 | ALM  | AG2R La Mondiale          |
| 181-188 | SKS  | Skil-Shimano              |
| 191-198 | DER  | De Rosa-Ceramica Flaminia |
| 201-208 | CCC  | CCC Polsat-Polkowice      |
| 211-218 | POL  | Equip nacional de Polònia |

## Etapes
| Etapa    | Data         | Ciutats d'etapa                      | km    | Vencedor de l'etapa | Líder de la general |
| -------- | ------------ | ------------------------------------ | ----- | ------------------- | ------------------- |
| 1a etapa | 31 de juliol | Pruszków - Varsòvia                  | 101,5 | Marcel Kittel       | Marcel Kittel       |
| 2a etapa | 1 d'agost    | Częstochowa - Dąbrowa Górnicza       | 162,0 | Marcel Kittel       | Marcel Kittel       |
| 3a etapa | 2 d'agost    | Będzin - Katowice                    | 135,7 | Marcel Kittel       | Marcel Kittel       |
| 4a etapa | 3 d'agost    | Oświęcim - Cieszyn                   | 176,9 | Peter Sagan         | Peter Sagan         |
| 5a etapa | 4 d'agost    | Zakopane - Zakopane                  | 201,5 | Peter Sagan         | Peter Sagan         |
| 6a etapa | 5 d'agost    | Terma Bukowina - Bukowina Tatrzańska | 207,7 | Daniel Martin       | Daniel Martin       |
| 7a etapa | 6 d'agost    | Cracòvia - Cracòvia                  | 128,0 | Marcel Kittel       | Peter Sagan         |

## Classificacions finals

### Classificació general
|    | Ciclista          | Equip                     | Temps       |
| -- | ----------------- | ------------------------- | ----------- |
| 1  | Peter Sagan       | Liquigas-Cannondale       | 26h 40' 01" |
| 2  | Daniel Martin     | Garmin-Cervélo            | + 6"        |
| 3  | Marco Marcato     | Vacansoleil-DCM           | + 8"        |
| 4  | Wout Poels        | Vacansoleil-DCM           | + 23"       |
| 5  | Peter Kennaugh    | Team Sky                  | + 25"       |
| 6  | Rinaldo Nocentini | AG2R La Mondiale          | + 28"       |
| 7  | Bartosz Huzarski  | Equip nacional de Polònia | + 28"       |
| 8  | Christophe Riblon | AG2R La Mondiale          | + 28"       |
| 9  | Steve Cummings    | Team Sky                  | + 28"       |
| 10 | Marek Rutkiewicz  | CCC Polsat-Polkowice      | + 32"       |

|   | Ciclista          | Equip               | Punts |
| - | ----------------- | ------------------- | ----- |
| 1 | Peter Sagan       | Liquigas-Cannondale | 99    |
| 2 | Marco Marcato     | Vacansoleil-DCM     | 90    |
| 3 | Marcel Kittel     | Skil-Shimano        | 80    |
| 4 | Romain Feillu     | Vacansoleil-DCM     | 77    |
| 5 | Heinrich Haussler | Garmin-Cervélo      | 75    |

|   | Ciclista            | Equip                     | Punts |
| - | ------------------- | ------------------------- | ----- |
| 1 | Adrian Kurek        | Equip nacional de Polònia | 13    |
| 2 | Gianluca Maggiore   | De Rosa-Ceramica Flaminia | 10    |
| 3 | Marco Marcato       | Vacansoleil-DCM           | 9     |
| 4 | Arkimedes Arguelyes | Team Katusha              | 6     |
| 5 | Bartłomiej Matysiak | CCC Polsat-Polkowice      | 5     |

|   | Ciclista                         | Equip                     | Punts |
| - | -------------------------------- | ------------------------- | ----- |
| 1 | Michał Gołaś                     | Vacansoleil-DCM           | 67    |
| 2 | Francisco Javier Vila Errandonea | De Rosa-Ceramica Flaminia | 47    |
| 3 | Ruslan Pidgornyy                 | Team Katusha              | 45    |
| 4 | Jacek Morajko                    | CCC Polsat-Polkowice      | 36    |
| 5 | Bartłomiej Matysiak              | CCC Polsat-Polkowice      | 33    |

|   | Equip                | País          | Temps       |
| - | -------------------- | ------------- | ----------- |
| 1 | Vacansoleil-DCM      | Països Baixos | 80h 01' 23" |
| 2 | Team Sky             | Regne Unit    | + 12"       |
| 3 | AG2R La Mondiale     | França        | + 02' 31"   |
| 4 | CCC Polsat-Polkowice | Polònia       | 04' 34"     |
| 5 | Leopard Trek         | Luxemburg     | 04' 44"     |

### UCI World Tour
La Volta a Polònia 2011 atorga punt per l'UCI World Tour 2011 sols als ciclistes dels equips que tenen categoria ProTeam.
| Posició               | 1r  | 2n | 3r | 4t | 5è | 6è | 7è | 8è | 9è | 10è |
| Classificació general | 100 | 80 | 70 | 60 | 50 | 40 | 30 | 20 | 10 | 4   |
| Per etapa             | 6   | 4  | 2  | 1  | 1  |    |    |    |    |     |

| #  | Ciclista             | Equip                  | Punts |
| -- | -------------------- | ---------------------- | ----- |
| 1  | Peter Sagan          | Liquigas-Cannondale    | 116   |
| 2  | Daniel Martin        | Garmin-Cervélo         | 90    |
| 3  | Marco Marcato        | Vacansoleil-DCM        | 76    |
| 4  | Wout Poels           | Vacansoleil-DCM        | 64    |
| 5  | Peter Kennaugh       | Team Sky               | 51    |
| 6  | Rinaldo Nocentini    | AG2R La Mondiale       | 40    |
| 7  | Christophe Riblon    | AG2R La Mondiale       | 20    |
| 8  | Steve Cummings       | Team Sky               | 10    |
| 9  | Heinrich Haussler    | Garmin-Cervélo         | 8     |
| 10 | Romain Feillu        | Vacansoleil-DCM        | 5     |
| 11 | Alexander Kristoff   | BMC Racing Team        | 4     |
| -  | Michael Matthews     | Rabobank ProTeam       | 4     |
| 13 | Francesco Chicchi    | QuickStep Cycling Team | 2     |
| -  | Graeme Brown         | Rabobank ProTeam       | 2     |
| -  | Jonas Aaen Jørgensen | Saxo Bank-Sungard      | 2     |
| -  | Leigh Howard         | Team HTC-High Road     | 2     |
| 17 | John Degenkolb       | Team HTC-High Road     | 1     |
| -  | Giacomo Nizzolo      | Leopard Trek           | 1     |
| -  | Adam Blythe          | Omega Pharma-Lotto     | 1     |
| -  | Paul Martens         | Rabobank ProTeam       | 1     |
| -  | Fabian Wegmann       | Leopard Trek           | 1     |
| -  | Przemysław Niemiec   | Lampre-ISD             | 1     |
| -  | Tiago Machado        | Team RadioShack        | 1     |

## Evolució de les classificacions
| Etapa (Vencedor)         | Classificació general | Classificació per punts | Classificació de les metes volants | Classificació de la muntanya | Classificació per equips |
| ------------------------ | --------------------- | ----------------------- | ---------------------------------- | ---------------------------- | ------------------------ |
| 1a etapa (Marcel Kittel) | Marcel Kittel         | Marcel Kittel           | Adrian Kurek                       | Michał Gołaś                 | QuickStep Cycling Team   |
| 2a etapa (Marcel Kittel) | Marcel Kittel         | Marcel Kittel           | Adrian Kurek                       | Bartłomiej Matysiak          | QuickStep Cycling Team   |
| 3a etapa (Marcel Kittel) | Marcel Kittel         | Marcel Kittel           | Adrian Kurek                       | Bartłomiej Matysiak          | QuickStep Cycling Team   |
| 4a etapa (Peter Sagan)   | Peter Sagan           | Romain Feillu           | Adrian Kurek                       | Bartłomiej Matysiak          | Vacansoleil-DCM          |
| 5a etapa (Peter Sagan)   | Peter Sagan           | Romain Feillu           | Adrian Kurek                       | Ruslan Pidgornyy             | Vacansoleil-DCM          |
| 6a etapa (Daniel Martin) | Daniel Martin         | Peter Sagan             | Adrian Kurek                       | Michał Gołaś                 | Vacansoleil-DCM          |
| 7a etapa (Marcel Kittel) | Peter Sagan           | Peter Sagan             | Adrian Kurek                       | Michał Gołaś                 | Vacansoleil-DCM          |
| Classificació final      | Peter Sagan           | Peter Sagan             | Adrian Kurek                       | Michał Gołaś                 | Vacansoleil-DCM          |